# Dicranomyia
Dicranomyia är ett släkte av tvåvingar som beskrevs av Stephens 1829. Dicranomyia ingår i familjen småharkrankar.

## Dottertaxa tillDicranomyia, i alfabetisk ordning[1][2]
- Dicranomyia aberdareica
- Dicranomyia aberrans
- Dicranomyia abigor
- Dicranomyia abjuncta
- Dicranomyia absens
- Dicranomyia acanthophallus
- Dicranomyia acerba
- Dicranomyia acinomeca
- Dicranomyia acuminata
- Dicranomyia acuproducta
- Dicranomyia adirondacensis
- Dicranomyia aegrotans
- Dicranomyia aequispina
- Dicranomyia affabilis
- Dicranomyia affinis
- Dicranomyia agape
- Dicranomyia alascaensis
- Dicranomyia albipennis
- Dicranomyia albistigma
- Dicranomyia albitarsis
- Dicranomyia alboapicalis
- Dicranomyia alfaroi
- Dicranomyia allani
- Dicranomyia alpina
- Dicranomyia alta
- Dicranomyia altandina
- Dicranomyia alticola
- Dicranomyia altitarsis
- Dicranomyia amaryllis
- Dicranomyia ambigua
- Dicranomyia amblymorpha
- Dicranomyia ambrosiana
- Dicranomyia amphionis
- Dicranomyia amplificata
- Dicranomyia amurensis
- Dicranomyia ananta
- Dicranomyia anax
- Dicranomyia andicola
- Dicranomyia andinalta
- Dicranomyia angelica
- Dicranomyia angustapicalis
- Dicranomyia angustifasciata
- Dicranomyia angustiviria
- Dicranomyia anisota
- Dicranomyia annulifera
- Dicranomyia annulipes
- Dicranomyia anteapicalis
- Dicranomyia anthracopoda
- Dicranomyia aperta
- Dicranomyia aphanta
- Dicranomyia apicata
- Dicranomyia apiceglabra
- Dicranomyia apicialba
- Dicranomyia appa
- Dicranomyia apposita
- Dicranomyia approximata
- Dicranomyia aquosa
- Dicranomyia arachnobia
- Dicranomyia archangelica
- Dicranomyia archeyi
- Dicranomyia arcuata
- Dicranomyia argentina
- Dicranomyia argyrata
- Dicranomyia ariadne
- Dicranomyia arta
- Dicranomyia arthuriana
- Dicranomyia aspropoda
- Dicranomyia atayal
- Dicranomyia athabascae
- Dicranomyia atrescens
- Dicranomyia atritarsis
- Dicranomyia atromaculata
- Dicranomyia atropos
- Dicranomyia atrosignata
- Dicranomyia atrostyla
- Dicranomyia atrovittata
- Dicranomyia auranticolor
- Dicranomyia aurantiothorax
- Dicranomyia aurigena
- Dicranomyia auripennis
- Dicranomyia aurita
- Dicranomyia australiensis
- Dicranomyia austroandina
- Dicranomyia autumnalis
- Dicranomyia axierasta
- Dicranomyia azorica
- Dicranomyia baileyana
- Dicranomyia baileyi
- Dicranomyia balli
- Dicranomyia bangerteri
- Dicranomyia basifusca
- Dicranomyia basilewskyana
- Dicranomyia basiseta
- Dicranomyia basistylata
- Dicranomyia basuto
- Dicranomyia benguetensis
- Dicranomyia bethae
- Dicranomyia bhima
- Dicranomyia bhutanica
- Dicranomyia bicinctipes
- Dicranomyia bickeli
- Dicranomyia bicolor
- Dicranomyia bicomifera
- Dicranomyia bidigitata
- Dicranomyia bigladia
- Dicranomyia bigoti
- Dicranomyia bilatior
- Dicranomyia bilatissima
- Dicranomyia bilobula
- Dicranomyia biluteola
- Dicranomyia bioculata
- Dicranomyia boliviana
- Dicranomyia boniniana
- Dicranomyia boorana
- Dicranomyia borinquenia
- Dicranomyia boulariensis
- Dicranomyia brachycantha
- Dicranomyia brachyneura
- Dicranomyia brevicubitalis
- Dicranomyia brevigladia
- Dicranomyia brevirama
- Dicranomyia brevispina
- Dicranomyia brevissima
- Dicranomyia brevivena
- Dicranomyia brevivenula
- Dicranomyia brookesi
- Dicranomyia browni
- Dicranomyia brunnea
- Dicranomyia brunneistigma
- Dicranomyia bryophila
- Dicranomyia bugledichae
- Dicranomyia bulbibasis
- Dicranomyia bullockiana
- Dicranomyia bunyip
- Dicranomyia buxtoni
- Dicranomyia caledonica
- Dicranomyia caledoniensis
- Dicranomyia calianensis
- Dicranomyia calliergon
- Dicranomyia candidella
- Dicranomyia canis
- Dicranomyia canterburiana
- Dicranomyia capella
- Dicranomyia capicola
- Dicranomyia capitonius
- Dicranomyia capnora
- Dicranomyia captiosa
- Dicranomyia carneotincta
- Dicranomyia catamarcana
- Dicranomyia cautinensis
- Dicranomyia cerbereana
- Dicranomyia cervina
- Dicranomyia chalybeicolor
- Dicranomyia chandra
- Dicranomyia chazeaui
- Dicranomyia chillcotti
- Dicranomyia chimborazicola
- Dicranomyia chimera
- Dicranomyia chlorella
- Dicranomyia chlorotica
- Dicranomyia chorea
- Dicranomyia cinctitibia
- Dicranomyia cinerascens
- Dicranomyia cinereicapilla
- Dicranomyia cinerella
- Dicranomyia cingulifera
- Dicranomyia cinnamonota
- Dicranomyia circassica
- Dicranomyia circularis
- Dicranomyia citrina
- Dicranomyia claribasis
- Dicranomyia clarissima
- Dicranomyia clarkeana
- Dicranomyia clarki
- Dicranomyia clathrata
- Dicranomyia clavigera
- Dicranomyia clavistyla
- Dicranomyia clavula
- Dicranomyia clivicola
- Dicranomyia clotho
- Dicranomyia cnephosa
- Dicranomyia cochabambae
- Dicranomyia coheri
- Dicranomyia collita
- Dicranomyia combostena
- Dicranomyia commina
- Dicranomyia commixta
- Dicranomyia comoroensis
- Dicranomyia complacita
- Dicranomyia conchifera
- Dicranomyia confusa
- Dicranomyia connectans
- Dicranomyia consimilis
- Dicranomyia contradistincta
- Dicranomyia contraria
- Dicranomyia contristans
- Dicranomyia conulifera
- Dicranomyia conveniens
- Dicranomyia convergens
- Dicranomyia convoluta
- Dicranomyia corallicola
- Dicranomyia corallina
- Dicranomyia coxitalis
- Dicranomyia cramptoniana
- Dicranomyia crassipes
- Dicranomyia crassispina
- Dicranomyia cretica
- Dicranomyia croceiapicalis
- Dicranomyia croceibasis
- Dicranomyia cruzi
- Dicranomyia ctenopyga
- Dicranomyia cubitalis
- Dicranomyia cuneata
- Dicranomyia cuneipennis
- Dicranomyia cunninghamensis
- Dicranomyia curraniana
- Dicranomyia curtata
- Dicranomyia curtivena
- Dicranomyia curvispinosa
- Dicranomyia cynara
- Dicranomyia cynotis
- Dicranomyia dactylophora
- Dicranomyia dampfi
- Dicranomyia danica
- Dicranomyia davaoensis
- Dicranomyia debeauforti
- Dicranomyia decincta
- Dicranomyia defuncta
- Dicranomyia delicata
- Dicranomyia depauperata
- Dicranomyia deprivata
- Dicranomyia dibelone
- Dicranomyia dichroa
- Dicranomyia dicksoniae
- Dicranomyia didyma
- Dicranomyia diengana
- Dicranomyia dignitosa
- Dicranomyia dilanio
- Dicranomyia dimelania
- Dicranomyia dingaan
- Dicranomyia dis
- Dicranomyia dissoluta
- Dicranomyia distans
- Dicranomyia distantia
- Dicranomyia distendens
- Dicranomyia diura
- Dicranomyia diva
- Dicranomyia diversigladia
- Dicranomyia diversispina
- Dicranomyia diversoides
- Dicranomyia divisa
- Dicranomyia dolerosa
- Dicranomyia dorrigensis
- Dicranomyia dorsalis
- Dicranomyia dorsolobata
- Dicranomyia draupadi
- Dicranomyia dravidiana
- Dicranomyia dravidica
- Dicranomyia dreisbachi
- Dicranomyia durroon
- Dicranomyia ebriola
- Dicranomyia egae
- Dicranomyia elegantula
- Dicranomyia elnora
- Dicranomyia elquiensis
- Dicranomyia emodi
- Dicranomyia empelia
- Dicranomyia encharis
- Dicranomyia erichtho
- Dicranomyia errabunda
- Dicranomyia erratica
- Dicranomyia erythrina
- Dicranomyia esau
- Dicranomyia esbeni
- Dicranomyia etnurra
- Dicranomyia eudorae
- Dicranomyia euernes
- Dicranomyia eulaliae
- Dicranomyia euphileta
- Dicranomyia eurymelania
- Dicranomyia euryptera
- Dicranomyia euryrhyncha
- Dicranomyia evanescens
- Dicranomyia evenhuisi
- Dicranomyia evexa
- Dicranomyia exaeta
- Dicranomyia excelsa
- Dicranomyia excelsior
- Dicranomyia exercita
- Dicranomyia extranea
- Dicranomyia fagetorum
- Dicranomyia falcicula
- Dicranomyia falklandica
- Dicranomyia farri
- Dicranomyia fasciata
- Dicranomyia fata
- Dicranomyia felix
- Dicranomyia fieldi
- Dicranomyia fijiana
- Dicranomyia fijicola
- Dicranomyia filicauda
- Dicranomyia flabellifera
- Dicranomyia flagellata
- Dicranomyia flagellifer
- Dicranomyia flavalis
- Dicranomyia flavaperta
- Dicranomyia flavida
- Dicranomyia flavidella
- Dicranomyia flavidipennis
- Dicranomyia flavigenu
- Dicranomyia flavobrunnea
- Dicranomyia flavocincta
- Dicranomyia flavofascialis
- Dicranomyia flavohumeralis
- Dicranomyia floridana
- Dicranomyia fortis
- Dicranomyia fragilis
- Dicranomyia francki
- Dicranomyia fraterna
- Dicranomyia frivola
- Dicranomyia frontalis
- Dicranomyia frontina
- Dicranomyia fugax
- Dicranomyia fullawayi
- Dicranomyia fulva
- Dicranomyia fulviceps
- Dicranomyia fulvicolor
- Dicranomyia fulvinota
- Dicranomyia fulvistigma
- Dicranomyia fulvithorax
- Dicranomyia fulvomorio
- Dicranomyia fulvonigrina
- Dicranomyia fumibasalis
- Dicranomyia fumipennis
- Dicranomyia fumosa
- Dicranomyia funesta
- Dicranomyia furthi
- Dicranomyia fusca
- Dicranomyia fuscibasis
- Dicranomyia fuscoanalis
- Dicranomyia fuscolata
- Dicranomyia galapagoensis
- Dicranomyia galbipes
- Dicranomyia gardineri
- Dicranomyia gemina
- Dicranomyia gentilis
- Dicranomyia geronimo
- Dicranomyia geyserensis
- Dicranomyia gibbera
- Dicranomyia gladiator
- Dicranomyia globithorax
- Dicranomyia globulicornis
- Dicranomyia glochinoides
- Dicranomyia gloria
- Dicranomyia gloriosa
- Dicranomyia goana
- Dicranomyia goritiensis
- Dicranomyia gracilirostris
- Dicranomyia gracilis
- Dicranomyia grahamiana
- Dicranomyia grimshawi
- Dicranomyia grishma
- Dicranomyia grossa
- Dicranomyia guamicola
- Dicranomyia gubernatoria
- Dicranomyia guillarmodana
- Dicranomyia guttata
- Dicranomyia guttula
- Dicranomyia haeretica
- Dicranomyia hainaniana
- Dicranomyia halobia
- Dicranomyia halophila
- Dicranomyia halterata
- Dicranomyia halterella
- Dicranomyia hamata
- Dicranomyia handlirschi
- Dicranomyia hansiana
- Dicranomyia hardyana
- Dicranomyia harmonia
- Dicranomyia harpax
- Dicranomyia harrisi
- Dicranomyia hawaiiensis
- Dicranomyia helmsi
- Dicranomyia helva
- Dicranomyia hemimelas
- Dicranomyia heteracantha
- Dicranomyia hirsutissima
- Dicranomyia hoffmani
- Dicranomyia homichlophila
- Dicranomyia hoskingi
- Dicranomyia hostica
- Dicranomyia hudsoni
- Dicranomyia humerosa
- Dicranomyia humidicola
- Dicranomyia huttoni
- Dicranomyia hyalinata
- Dicranomyia hypocrita
- Dicranomyia idonea
- Dicranomyia ignara
- Dicranomyia illepida
- Dicranomyia illingworthi
- Dicranomyia illumina
- Dicranomyia illustris
- Dicranomyia imitabilis
- Dicranomyia immaculipes
- Dicranomyia immanis
- Dicranomyia immodesta
- Dicranomyia imperturbata
- Dicranomyia inanis
- Dicranomyia incisuralis
- Dicranomyia incisurata
- Dicranomyia incommoda
- Dicranomyia incommodes
- Dicranomyia incompta
- Dicranomyia indefensa
- Dicranomyia indefessa
- Dicranomyia infensa
- Dicranomyia infucata
- Dicranomyia infumata
- Dicranomyia infuscata
- Dicranomyia ingens
- Dicranomyia ingrata
- Dicranomyia inhabilis
- Dicranomyia iniquispina
- Dicranomyia injucunda
- Dicranomyia innocens
- Dicranomyia innocua
- Dicranomyia inscita
- Dicranomyia insignifica
- Dicranomyia insolabilis
- Dicranomyia insolita
- Dicranomyia insularis
- Dicranomyia intermedia
- Dicranomyia interrupta
- Dicranomyia interstitialis
- Dicranomyia intricata
- Dicranomyia invalida
- Dicranomyia invocata
- Dicranomyia involuta
- Dicranomyia isabellina
- Dicranomyia itatiayana
- Dicranomyia jacobus
- Dicranomyia jorgenseni
- Dicranomyia jujuyensis
- Dicranomyia junctura
- Dicranomyia kali
- Dicranomyia kalki
- Dicranomyia kallakkure
- Dicranomyia kamakensis
- Dicranomyia kandybinae
- Dicranomyia kansuensis
- Dicranomyia karma
- Dicranomyia kaszabi
- Dicranomyia kauaiensis
- Dicranomyia kaurava
- Dicranomyia kermadecensis
- Dicranomyia kernensis
- Dicranomyia kinensis
- Dicranomyia kirishimana
- Dicranomyia klefbecki
- Dicranomyia knabi
- Dicranomyia kobusi
- Dicranomyia kongosana
- Dicranomyia kotoshoensis
- Dicranomyia kowinka
- Dicranomyia koxinga
- Dicranomyia kraaiensis
- Dicranomyia kraussi
- Dicranomyia kronei
- Dicranomyia kubera
- Dicranomyia kulin
- Dicranomyia kurnai
- Dicranomyia kuscheliana
- Dicranomyia labecula
- Dicranomyia labellata
- Dicranomyia lachesis
- Dicranomyia lackschewitzi
- Dicranomyia lacroixi
- Dicranomyia laffooniana
- Dicranomyia lagunta
- Dicranomyia laistes
- Dicranomyia lakshmi
- Dicranomyia lankesteri
- Dicranomyia lapazensis
- Dicranomyia lassa
- Dicranomyia latebra
- Dicranomyia latemarginata
- Dicranomyia laterospina
- Dicranomyia latibasis
- Dicranomyia laticellula
- Dicranomyia laticincta
- Dicranomyia latiflava
- Dicranomyia latiorflava
- Dicranomyia latispina
- Dicranomyia lawrencei
- Dicranomyia lebombo
- Dicranomyia lemmonae
- Dicranomyia leptomera
- Dicranomyia lethe
- Dicranomyia leucoscelis
- Dicranomyia lewisi
- Dicranomyia liberta
- Dicranomyia libertoides
- Dicranomyia lichyella
- Dicranomyia ligayai
- Dicranomyia lightfooti
- Dicranomyia limbinervis
- Dicranomyia limonioides
- Dicranomyia lindsayi
- Dicranomyia lineicollis
- Dicranomyia linsdalei
- Dicranomyia lissomelania
- Dicranomyia livida
- Dicranomyia livornica
- Dicranomyia loarinna
- Dicranomyia longicollis
- Dicranomyia longipennis
- Dicranomyia longiunguis
- Dicranomyia longiventris
- Dicranomyia lorettae
- Dicranomyia lotax
- Dicranomyia loveridgeana
- Dicranomyia luaboensis
- Dicranomyia lucida
- Dicranomyia ludmilla
- Dicranomyia lugubris
- Dicranomyia lulensis
- Dicranomyia lutea
- Dicranomyia luteiapicalis
- Dicranomyia luteipennis
- Dicranomyia luteipes
- Dicranomyia luteitarsis
- Dicranomyia luteonitens
- Dicranomyia lutzi
- Dicranomyia lydia
- Dicranomyia machupichuana
- Dicranomyia maderensis
- Dicranomyia magnicauda
- Dicranomyia majuscula
- Dicranomyia maligna
- Dicranomyia malina
- Dicranomyia malitiosa
- Dicranomyia marginella
- Dicranomyia mariana
- Dicranomyia marina
- Dicranomyia marmorata
- Dicranomyia marshalli
- Dicranomyia masafuerae
- Dicranomyia mascarensis
- Dicranomyia mattheyi
- Dicranomyia mecogastra
- Dicranomyia meconeura
- Dicranomyia medidorsalis
- Dicranomyia mediterranea
- Dicranomyia megacauda
- Dicranomyia megastigmosa
- Dicranomyia melanacaena
- Dicranomyia melanantha
- Dicranomyia melanderi
- Dicranomyia melanocera
- Dicranomyia melanogramma
- Dicranomyia melanopleura
- Dicranomyia melanoptera
- Dicranomyia melas
- Dicranomyia melaxantha
- Dicranomyia melina
- Dicranomyia melleicauda
- Dicranomyia memnon
- Dicranomyia meridensis
- Dicranomyia meridicola
- Dicranomyia mesosternatoides
- Dicranomyia mesotricha
- Dicranomyia michaeli
- Dicranomyia microentmema
- Dicranomyia microneura
- Dicranomyia micronychia
- Dicranomyia microscola
- Dicranomyia microsoma
- Dicranomyia microsomoides
- Dicranomyia midas
- Dicranomyia milkurli
- Dicranomyia millemurro
- Dicranomyia miniata
- Dicranomyia misera
- Dicranomyia miseranda
- Dicranomyia mishimana
- Dicranomyia mistura
- Dicranomyia mitis
- Dicranomyia modesta
- Dicranomyia moesta
- Dicranomyia monilicornis
- Dicranomyia moniliformis
- Dicranomyia moniligera
- Dicranomyia monkhtuyae
- Dicranomyia monochromera
- Dicranomyia monocycla
- Dicranomyia monorhaphis
- Dicranomyia monostromia
- Dicranomyia montium
- Dicranomyia morgana
- Dicranomyia morio
- Dicranomyia morioides
- Dicranomyia moronis
- Dicranomyia mosselica
- Dicranomyia motepa
- Dicranomyia muliercula
- Dicranomyia mulsa
- Dicranomyia multiarmata
- Dicranomyia multinodosa
- Dicranomyia multisignata
- Dicranomyia multispina
- Dicranomyia murina
- Dicranomyia muscosa
- Dicranomyia muta
- Dicranomyia mutata
- Dicranomyia myctera
- Dicranomyia myersi
- Dicranomyia naga
- Dicranomyia nairobii
- Dicranomyia nakula
- Dicranomyia namwambae
- Dicranomyia napoensis
- Dicranomyia nathalinae
- Dicranomyia neabjuncta
- Dicranomyia neananta
- Dicranomyia nearcuata
- Dicranomyia nebulifera
- Dicranomyia nefasta
- Dicranomyia nelliana
- Dicranomyia nelsoniana
- Dicranomyia neofascipennis
- Dicranomyia neoguttula
- Dicranomyia neomidas
- Dicranomyia neomorio
- Dicranomyia neopulchripennis
- Dicranomyia neopunctulata
- Dicranomyia neorepanda
- Dicranomyia nephelia
- Dicranomyia nephelodes
- Dicranomyia nesomorio
- Dicranomyia nielseniana
- Dicranomyia nigrescens
- Dicranomyia nigristigma
- Dicranomyia nigrithorax
- Dicranomyia nigritorus
- Dicranomyia nigrobarbata
- Dicranomyia nigroephippiata
- Dicranomyia nigropolita
- Dicranomyia nitens
- Dicranomyia nitidithorax
- Dicranomyia niveifusca
- Dicranomyia nodulifera
- Dicranomyia nongkodjadjarensis
- Dicranomyia norfolcensis
- Dicranomyia nothofagi
- Dicranomyia novaeguineae
- Dicranomyia nowankareena
- Dicranomyia novemmaculata
- Dicranomyia nubleana
- Dicranomyia nullanulla
- Dicranomyia nycteris
- Dicranomyia obesula
- Dicranomyia obscura
- Dicranomyia obscuripennis
- Dicranomyia obtusiloba
- Dicranomyia obtusistylus
- Dicranomyia occidua
- Dicranomyia ochricapilla
- Dicranomyia ochripes
- Dicranomyia octacantha
- Dicranomyia octava
- Dicranomyia ofella
- Dicranomyia ohlini
- Dicranomyia okinawensis
- Dicranomyia omi
- Dicranomyia omissa
- Dicranomyia omissinervis
- Dicranomyia omissistyla
- Dicranomyia omissivena
- Dicranomyia onerosa
- Dicranomyia opima
- Dicranomyia ordinaria
- Dicranomyia ornata
- Dicranomyia ornatipennis
- Dicranomyia orthia
- Dicranomyia orthioides
- Dicranomyia orthogonia
- Dicranomyia osterhouti
- Dicranomyia otagensis
- Dicranomyia ovalistigma
- Dicranomyia ozarkensis
- Dicranomyia pacifera
- Dicranomyia pacifica
- Dicranomyia palliditerga
- Dicranomyia pamela
- Dicranomyia pammelas
- Dicranomyia pampangensis
- Dicranomyia pampoecila
- Dicranomyia paniculata
- Dicranomyia panthera
- Dicranomyia paprzyckii
- Dicranomyia paradisea
- Dicranomyia paramorio
- Dicranomyia parjanya
- Dicranomyia particeps
- Dicranomyia parvati
- Dicranomyia parviloba
- Dicranomyia parvimacula
- Dicranomyia parvincisa
- Dicranomyia parvispinosa
- Dicranomyia parvistigmata
- Dicranomyia parvistylata
- Dicranomyia patens
- Dicranomyia patricia
- Dicranomyia patruelis
- Dicranomyia paucilobata
- Dicranomyia pauli
- Dicranomyia paupercula
- Dicranomyia pectinunguis
- Dicranomyia pedestris
- Dicranomyia pelates
- Dicranomyia penana
- Dicranomyia pendulifera
- Dicranomyia penita
- Dicranomyia pennifera
- Dicranomyia pennsylvanica
- Dicranomyia penrissenensis
- Dicranomyia pentadactyla
- Dicranomyia peralta
- Dicranomyia peramoena
- Dicranomyia perdelecta
- Dicranomyia perdistalis
- Dicranomyia perdocta
- Dicranomyia pererratica
- Dicranomyia perexcelsior
- Dicranomyia perflaveola
- Dicranomyia peringueyi
- Dicranomyia periscelis
- Dicranomyia perkinsiana
- Dicranomyia pernigrita
- Dicranomyia pernobilis
- Dicranomyia perobtusa
- Dicranomyia perpulchra
- Dicranomyia perpuncticosta
- Dicranomyia perretracta
- Dicranomyia perserena
- Dicranomyia persordida
- Dicranomyia pertruncata
- Dicranomyia perturbata
- Dicranomyia pervincta
- Dicranomyia phalangioides
- Dicranomyia phalaris
- Dicranomyia phatta
- Dicranomyia picticauda
- Dicranomyia pictipes
- Dicranomyia pictithorax
- Dicranomyia pietatis
- Dicranomyia pilosipennis
- Dicranomyia pinodes
- Dicranomyia piscataquis
- Dicranomyia pitoa
- Dicranomyia pleiades
- Dicranomyia pleurilineata
- Dicranomyia pluricomata
- Dicranomyia plurispina
- Dicranomyia pluvialis
- Dicranomyia poli
- Dicranomyia polysticta
- Dicranomyia polystonyx
- Dicranomyia ponapensis
- Dicranomyia ponojensis
- Dicranomyia pontica
- Dicranomyia pontophila
- Dicranomyia porteri
- Dicranomyia posticanivea
- Dicranomyia praecellens
- Dicranomyia praeclara
- Dicranomyia praepostera
- Dicranomyia praevia
- Dicranomyia priapula
- Dicranomyia primaeva
- Dicranomyia prindlei
- Dicranomyia procella
- Dicranomyia profunda
- Dicranomyia projecta
- Dicranomyia prolixistyla
- Dicranomyia prominens
- Dicranomyia pseudomorio
- Dicranomyia pudica
- Dicranomyia pudicoides
- Dicranomyia pugilis
- Dicranomyia pugnax
- Dicranomyia pulchripennis
- Dicranomyia pulchripes
- Dicranomyia puncticosta
- Dicranomyia punctulata
- Dicranomyia punctulatella
- Dicranomyia punctulatina
- Dicranomyia punctulatoides
- Dicranomyia punoensis
- Dicranomyia quadrigladia
- Dicranomyia quadrituberculata
- Dicranomyia querula
- Dicranomyia quinquenotata
- Dicranomyia radegasti
- Dicranomyia rahula
- Dicranomyia rapax
- Dicranomyia rapida
- Dicranomyia ravana
- Dicranomyia ravida
- Dicranomyia rectidens
- Dicranomyia rectistyla
- Dicranomyia recurvistyla
- Dicranomyia rediviva
- Dicranomyia reductissima
- Dicranomyia redundans
- Dicranomyia regifica
- Dicranomyia remota
- Dicranomyia repanda
- Dicranomyia repentina
- Dicranomyia reticulata
- Dicranomyia retrograda
- Dicranomyia retrusa
- Dicranomyia reversalis
- Dicranomyia rhadinostyla
- Dicranomyia rhinoceros
- Dicranomyia rhoda
- Dicranomyia riukiuensis
- Dicranomyia rixosa
- Dicranomyia rodriguensis
- Dicranomyia rogersiana
- Dicranomyia rostrifera
- Dicranomyia rostrotruncata
- Dicranomyia rudra
- Dicranomyia rufiventris
- Dicranomyia sabroskyana
- Dicranomyia saltens
- Dicranomyia sanctaecruzae
- Dicranomyia sanctaehelenae
- Dicranomyia sanctigeorgii
- Dicranomyia satura
- Dicranomyia saxatilis
- Dicranomyia saxemarina
- Dicranomyia scaenalis
- Dicranomyia scelio
- Dicranomyia schindleri
- Dicranomyia schineri
- Dicranomyia schineriana
- Dicranomyia schmidiana
- Dicranomyia sciasma
- Dicranomyia scimitar
- Dicranomyia scolopia
- Dicranomyia scutellumnigrum
- Dicranomyia seducta
- Dicranomyia selkirki
- Dicranomyia semantica
- Dicranomyia semicuneata
- Dicranomyia semirufa
- Dicranomyia seposita
- Dicranomyia sera
- Dicranomyia sericata
- Dicranomyia serratiloba
- Dicranomyia setulipennis
- Dicranomyia shelfordi
- Dicranomyia shinanoensis
- Dicranomyia shirakii
- Dicranomyia sibyllina
- Dicranomyia sica
- Dicranomyia sielediva
- Dicranomyia signata
- Dicranomyia signatella
- Dicranomyia silens
- Dicranomyia simillima
- Dicranomyia simplissima
- Dicranomyia simulans
- Dicranomyia singularis
- Dicranomyia skanda
- Dicranomyia smythiana
- Dicranomyia snelli
- Dicranomyia sollicita
- Dicranomyia somnifica
- Dicranomyia sordida
- Dicranomyia sordidipennis
- Dicranomyia sparsa
- Dicranomyia sparsituber
- Dicranomyia sperata
- Dicranomyia spinifera
- Dicranomyia spinosissima
- Dicranomyia splendidula
- Dicranomyia sponsa
- Dicranomyia staryi
- Dicranomyia sternolobata
- Dicranomyia sternolobatoides
- Dicranomyia stigmata
- Dicranomyia stigmatica
- Dicranomyia strobli
- Dicranomyia stuardoi
- Dicranomyia stulta
- Dicranomyia stygicornis
- Dicranomyia stygipennis
- Dicranomyia stylifera
- Dicranomyia subacuminata
- Dicranomyia subalbitarsis
- Dicranomyia subamoena
- Dicranomyia subandicola
- Dicranomyia subandina
- Dicranomyia subaurita
- Dicranomyia subchlorotica
- Dicranomyia subconfusa
- Dicranomyia subdichroa
- Dicranomyia subdidyma
- Dicranomyia subdola
- Dicranomyia subfasciata
- Dicranomyia subfascipennis
- Dicranomyia subflavida
- Dicranomyia sublacteata
- Dicranomyia sublimis
- Dicranomyia submarina
- Dicranomyia submidas
- Dicranomyia submorio
- Dicranomyia submulsa
- Dicranomyia submutata
- Dicranomyia suborthia
- Dicranomyia subpulchripennis
- Dicranomyia subpunctulata
- Dicranomyia subravida
- Dicranomyia subredundans
- Dicranomyia subremota
- Dicranomyia subreticulata
- Dicranomyia subsordida
- Dicranomyia substricta
- Dicranomyia subtristoides
- Dicranomyia subviridis
- Dicranomyia suffusca
- Dicranomyia sulphuralis
- Dicranomyia suspensa
- Dicranomyia swezeyana
- Dicranomyia swezeyi
- Dicranomyia synclera
- Dicranomyia tabashii
- Dicranomyia tahanensis
- Dicranomyia tahitiensis
- Dicranomyia takeuchii
- Dicranomyia tamarae
- Dicranomyia tamsi
- Dicranomyia tapleyi
- Dicranomyia tarsalba
- Dicranomyia tecta
- Dicranomyia tehuelche
- Dicranomyia teinoterga
- Dicranomyia tenebrosa
- Dicranomyia tenella
- Dicranomyia tenuiclava
- Dicranomyia tenuicula
- Dicranomyia tenuifilamentosa
- Dicranomyia tenuipalpis
- Dicranomyia terebrina
- Dicranomyia tergotruncata
- Dicranomyia terraenovae
- Dicranomyia tessulata
- Dicranomyia teucholaboides
- Dicranomyia thamyris
- Dicranomyia thetica
- Dicranomyia thioptera
- Dicranomyia thixis
- Dicranomyia tinctipennis
- Dicranomyia tipulipes
- Dicranomyia titicacana
- Dicranomyia tokara
- Dicranomyia tokunagai
- Dicranomyia tokunagana
- Dicranomyia tongensis
- Dicranomyia torpida
- Dicranomyia torrens
- Dicranomyia torticornis
- Dicranomyia torulosa
- Dicranomyia transfuga
- Dicranomyia translucida
- Dicranomyia transsilvanica
- Dicranomyia tremula
- Dicranomyia trialbocincta
- Dicranomyia tricholabis
- Dicranomyia tricincta
- Dicranomyia tricuspidata
- Dicranomyia tricuspis
- Dicranomyia trifilamentosa
- Dicranomyia trilobifera
- Dicranomyia trilobula
- Dicranomyia trimelania
- Dicranomyia trinigrina
- Dicranomyia trinitatis
- Dicranomyia trispinula
- Dicranomyia tristigmata
- Dicranomyia tristina
- Dicranomyia tristis
- Dicranomyia tristoides
- Dicranomyia trituberculata
- Dicranomyia troglophila
- Dicranomyia tseni
- Dicranomyia tusitala
- Dicranomyia tyrranica
- Dicranomyia uckillya
- Dicranomyia uinta
- Dicranomyia uma
- Dicranomyia umbonis
- Dicranomyia umkomazanae
- Dicranomyia ungjeeburra
- Dicranomyia unibrunnea
- Dicranomyia unicinctifera
- Dicranomyia unicinctipes
- Dicranomyia unicornis
- Dicranomyia unijuga
- Dicranomyia unispinosa
- Dicranomyia upoluensis
- Dicranomyia ushas
- Dicranomyia vaccha
- Dicranomyia waitakeriae
- Dicranomyia validistyla
- Dicranomyia walleyi
- Dicranomyia vamana
- Dicranomyia variabilis
- Dicranomyia variispina
- Dicranomyia varsha
- Dicranomyia wattamolla
- Dicranomyia veda
- Dicranomyia weiseriana
- Dicranomyia venatrix
- Dicranomyia veneris
- Dicranomyia ventralis
- Dicranomyia venusta
- Dicranomyia venustior
- Dicranomyia vernalis
- Dicranomyia weschei
- Dicranomyia veternosa
- Dicranomyia whartoni
- Dicranomyia whiteae
- Dicranomyia whitei
- Dicranomyia viator
- Dicranomyia vicarians
- Dicranomyia vicina
- Dicranomyia vilae
- Dicranomyia wilfredi
- Dicranomyia willamettensis
- Dicranomyia villaricae
- Dicranomyia williamsae
- Dicranomyia violovitshi
- Dicranomyia virilis
- Dicranomyia wirthiana
- Dicranomyia wiseana
- Dicranomyia vivasberthieri
- Dicranomyia woggoon
- Dicranomyia vorax
- Dicranomyia vulgata
- Dicranomyia wundurra
- Dicranomyia xanthomela
- Dicranomyia yaksha
- Dicranomyia yerrawar
- Dicranomyia yoganidra
- Dicranomyia youngoloy
- Dicranomyia ypsilon
- Dicranomyia yunqueana
- Dicranomyia zernyi
- Dicranomyia zonata